# 潮見
潮見（しおみ）は、東京都江東区の地名。現行行政地名は潮見一丁目および潮見二丁目。住居表示実施済区域。

## 地理
東京都江東区の南部に位置し、深川地域に属する。隣接する地域は、北は塩浜、東は新砂、南は辰巳、西は枝川。町域全体が埋立地の人工島から成り立つ。町域の北辺を汐見運河、西辺を曙北運河、南辺を砂町運河、東辺を東雲北運河と接する。地区中部をJR京葉線が走る。

## 歴史

### 8号埋立地造成と「潮見」命名の経緯
東京都港湾局発行の「東京港史」によると、「明治43年に着手した市内河川改修工事の浚渫土砂を使って、深川塩崎町・同浜園町の一部を埋め立て、大正4年には深川枝川町1・2丁目、同10年には深川豊洲の一部、同13年には深川枝川町地先第8号埋立地（現在の潮見2丁目界隈）の工事を実施した。 第8号埋立地については、その後廃棄物処分場（現在の潮見1丁目界隈）として利用したため、昭和42年に竣工している。」とあり、「深川区深川枝川町地先第8号埋立地」という名称が歴史上「潮見」の最初の命名である。

### 「蟻の街」移転と潮見教会設立
住民が入植する前の、1960年（昭和35年）6月4日、隅田公園一角にあった廃品回収を生業とする「蟻の街」が、東京都江東区深川8号埋立地へ移転した。敷地面積は16000m2で、旧蟻の街の10倍であった。新蟻の街では、バタ車と呼ばれた手押し車や重労働であった梱包作業は姿を消し、トラックとベルトコンベヤによる全自動装置によるものに変わった。公衆浴場、児童公園、保育室などの福利厚生施設も建設されるなど、恵まれた社会環境が整備された。蟻の街教会はカトリック枝川教会となって小教区に認められ、現在はカトリック潮見教会と名称を変更している。埋立地「潮見」の成り立ちを物語る貴重な歴史の記録である。潮見教会の礼拝堂入口や教会のホームページにも、詳述が掲載されている。（詳細は項目「蟻の街」を参照）

### 江東区編入と正式居住の開始
1968年（昭和43年）2月30日、江東区はどこの区にも属さず正式な住所の無い「番外地」であった8号埋立地を編入した。その際、潮の香の漂う地の町名として「潮見」と名付けられた。
町に正式な居住が始まったのは、江東区編入より前の1967年（昭和42年）頃との記録もあるが、それ以前に居住がすでに始まっていたなどの住民証言もあり、諸説あるものと思われる。
昭和41年4月に「潮見1・2丁目町会」が設立されたと記録にはあるが、町会が今でも所有する住民から寄贈された太鼓には、それ以前より「自治会」が存在したことが窺うことのできる「潮見1・2丁目自治会」の名が刻まれている。
当時は東京湾最南端の埋立地（夢の島、若洲はこの後埋立が進むこととなる）であり、昭和42年の埋立竣工前までは都内廃棄物の最終処分場であったため、海運関係の倉庫街、鉄工所、造船所、清掃事業所などの典型的な準工業地区として町が成長していった。

### 京葉線潮見駅開業と地域の開発

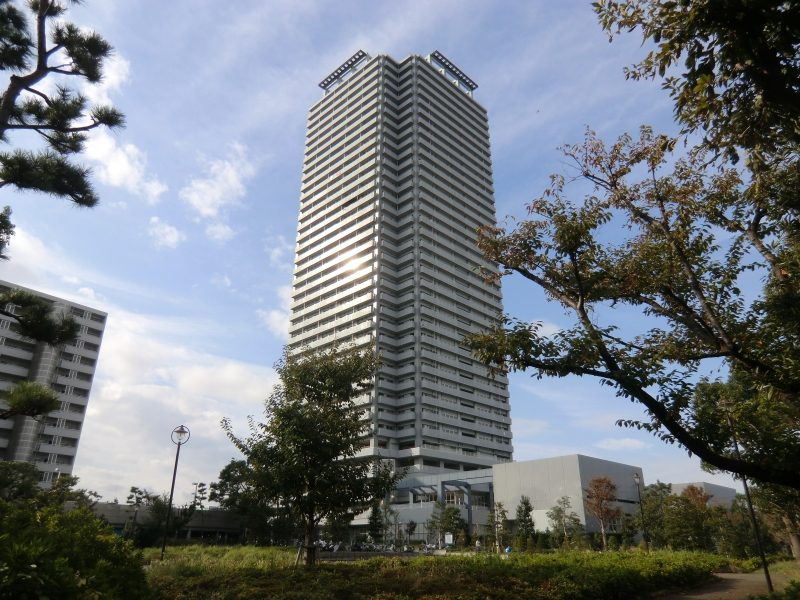
潮見一丁目アパート

1990年3月10日の京葉線の新木場～東京間延伸により、潮見駅の開業を発端として急速に集合住宅開発、企業オフィスの開設が進行。
2010年代にはビジット・ジャパン・キャンペーンによる外国人観光客の訪日需要の高まりを受け、観光客向けのホテルが次々と建設。東京ディズニーリゾートへの交通利便性の高さも注目を集め、国内外の観光客の拠点となっている。
よって、京葉線潮見駅の開業により潮見の都市化が急速に進展、現在においては8号埋立地の蟻の街としての痕跡が消失し、跡地に立地するカトリック潮見教会がそれを物語るものとなっている。
駅を挟んで西側は印刷業を中心とする準工業地域、東側にはホテルが立ち並び、それらを取り囲むようにマンションやオフィスが建設され、運河沿いには造船所や鉄工所、倉庫等が立地するといったように、非常に多様な機能を併せ持った地域となった。

## 世帯数と人口
2023年（令和5年）1月1日現在（東京都発表）の世帯数と人口は以下の通りである。
| 丁目       | 世帯数    | 人口    |
| ---------- | --------- | ------- |
| 潮見一丁目 | 1,471世帯 | 2,684人 |
| 潮見二丁目 | 1,813世帯 | 3,474人 |
| 計         | 3,284世帯 | 6,158人 |

### 人口の変遷
国勢調査による人口の推移。
| 年                 | 人口  |
| ------------------ | ----- |
| 1995年（平成7年）  | 931   |
| 2000年（平成12年） | 2,243 |
| 2005年（平成17年） | 5,691 |
| 2010年（平成22年） | 5,931 |
| 2015年（平成27年） | 6,111 |
| 2020年（令和2年）  | 6,097 |

### 世帯数の変遷
国勢調査による世帯数の推移。
| 年                 | 世帯数 |
| ------------------ | ------ |
| 1995年（平成7年）  | 408    |
| 2000年（平成12年） | 928    |
| 2005年（平成17年） | 2,208  |
| 2010年（平成22年） | 2,442  |
| 2015年（平成27年） | 2,829  |
| 2020年（令和2年）  | 2,917  |

## 学区
区立小・中学校に通う場合、学区は以下の通りとなる（2023年4月時点）。
| 丁目       | 番地 | 小学校             | 中学校                 |
| ---------- | ---- | ------------------ | ---------------------- |
| 潮見一丁目 | 全域 | 江東区立枝川小学校 | 江東区立深川第八中学校 |
| 潮見二丁目 | 全域 | 江東区立枝川小学校 | 江東区立深川第八中学校 |

## 交通

### 鉄道
- 東日本旅客鉄道
  - 京葉線：潮見駅

### バス
- 東京都交通局（都営バス）
  - 潮見駅前バス停（駅前ロータリー内）
    - 木11乙：東陽町駅前
    - 江東01（江東区コミュニティバス「しおかぜ」）：枝川・木場駅方面（木場ルート）、辰巳駅・辰巳団地方面（辰巳ルート）

  - 潮見一丁目バス停
    - 錦13乙：錦糸町駅
    - 錦13乙：深川車庫

  - 潮見二丁目バス停
    - 江東01（江東区コミュニティバス「しおかぜ」）：枝川・木場駅方面（木場ルート）、辰巳駅・辰巳団地方面（辰巳ルート）

  - 深川暁橋南バス停
    - 江東01（江東区コミュニティバス「しおかぜ」）：枝川・木場駅方面（木場ルート）

  - 潮見一丁目アパート前バス停
    - 江東01（江東区コミュニティバス「しおかぜ」）：辰巳駅・辰巳団地方面（辰巳ルート）

### 道路・橋梁
道路
- 首都高速道路
  - 9号深川線
- 都道
  - 東京都道319号環状三号線（三ツ目通り）

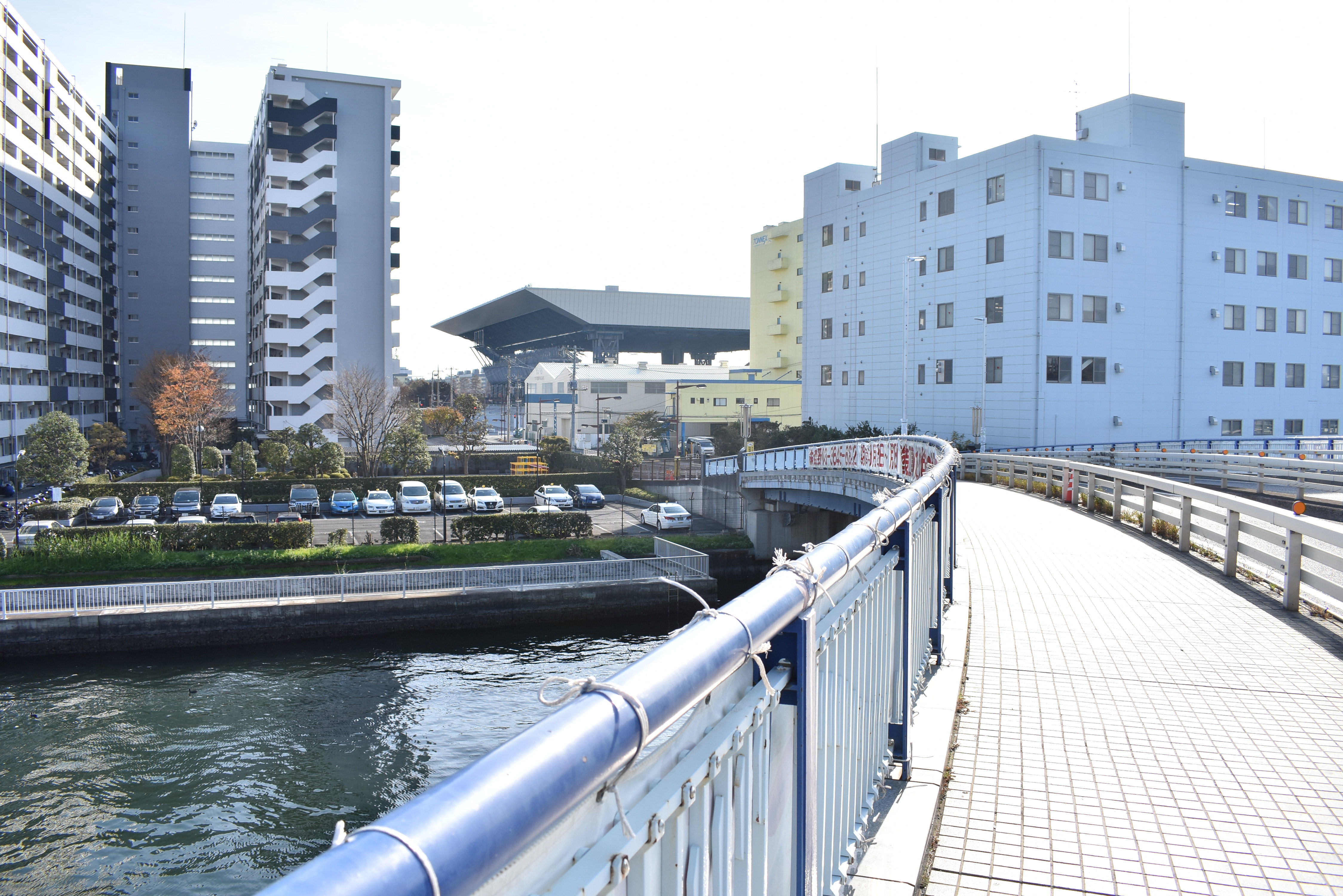
漣橋、辰巳方面を見る

橋梁
- 曙北運河に架かる橋
  - 砂潮橋
- 砂町運河に架かる橋
  - 京葉線橋梁
  - 漣橋
  - 七枝橋
- 東雲北運河に架かる橋
  - 京葉線橋梁
  - 暁橋
  - 八枝橋

## 事業所
2021年（令和3年）現在の経済センサス調査による事業所数と従業員数は以下の通りである。
| 丁目       | 事業所数  | 従業員数 |
| ---------- | --------- | -------- |
| 潮見一丁目 | 70事業所  | 699人    |
| 潮見二丁目 | 142事業所 | 4,503人  |
| 計         | 212事業所 | 5,202人  |

### 事業者数の変遷
経済センサスによる事業所数の推移。
| 年                 | 事業者数 |
| ------------------ | -------- |
| 2016年（平成28年） | 200      |
| 2021年（令和3年）  | 212      |

### 従業員数の変遷
経済センサスによる従業員数の推移。
| 年                 | 従業員数 |
| ------------------ | -------- |
| 2016年（平成28年） | 4,690    |
| 2021年（令和3年）  | 5,202    |

## 施設

### 大型集合住宅

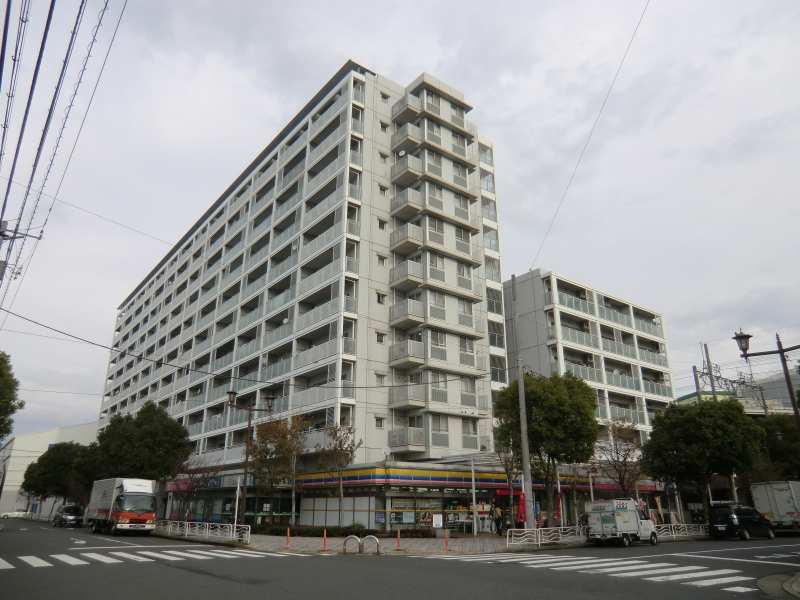
潮見駅前プラザ

- ダイアパレス潮見（91世帯／分譲／1997年入居）
- ルネ・グランマリーナ潮見（440世帯／分譲／1999年12月入居）
- 潮見一丁目アパート（都営住宅・都民住宅の合築）（482世帯／賃貸／2001年9月入居）
- UR都市再生機構潮見駅前プラザ1番街・2番街（440世帯／賃貸／2002年4月入居）
- クレストフォルム東京ビューフォート（267世帯／分譲／2002年4月入居）
- スクエア潮見（旧称：フィットエル潮見）（150世帯／賃貸／2008年2月5日入居）
- クレストスカイウイング（117世帯／分譲／2013年4月入居）

### 小売店
- マルエツ潮見店（2002年開店）
- NEWDAYS ミニ潮見1号店（駅高架下／改札前）
- ミニストップ 潮見駅前店（駅前／潮見駅前プラザ一番街1階）
- ファミリーマート
  - 潮見駅南店（駅徒歩2分／旧カテナ本社ビル横）
  - 潮見一丁目店（駅徒歩5分）
  - 東京ベイ潮見プリンスホテル店（駅徒歩2分）
- ローソン
  - アパホテル東京潮見駅前店（アパホテル東京潮見駅前の1階）
  - ホテル櫂会店
  - 江東潮見一丁目店
- セブンイレブン 江東潮見2丁目店

### 飲食店
- なか卯（牛丼チェーン／駅高架下）
- すき家（同上／駅から徒歩3分）
- はなの舞（居酒屋チェーン／駅高架下）
- 団欒 炎（同上）
- 魚民（居酒屋チェーン/駅から徒歩3分）
- オリジン弁当（弁当チェーン／潮見駅前プラザ一番街1階）
- ラ･ベランダ（バイキング形式のレストラン。アパホテル東京潮見駅前1階。)

### 企業
- DMG森精機グローバルヘッドクォータ（登記上の本店は奈良県大和郡山市）
- だいこう証券ビジネス

潮見GATE SQUAREをDSGグループ潮見ビルとして賃借。なお、当ビルは映画・テレビドラマ『踊る大捜査線』（フジテレビ系）の「湾岸署」ロケ地。
- 久米設計本社オフィス
- センコーグループホールディングス本社
- 墨田川造船本社
- アシスト潮見営業所
- 日本エアロスペース航空技術センター
- 江東潮見郵便局
- 協同組合東京プリンティングシティ

1981年設立。東京都初の印刷工業団地。
- 清水建設温故創新の森NOVARE

2023年運用開始。

### 行政機関
- 江東区水辺と緑の事務所
- 江東区清掃事務所
- 東京消防庁 潮見消防訓練場

### 宿泊施設
- アパホテル東京潮見駅前（2009年9月17日開業）
- ホテルリブマックス東京潮見駅（2017年4月20日開業）
- 東京イーストサイドホテル櫂会（2020年2月1日開業）
- 東京ベイ潮見プリンスホテル（2020年9月1日開業）

### その他の施設

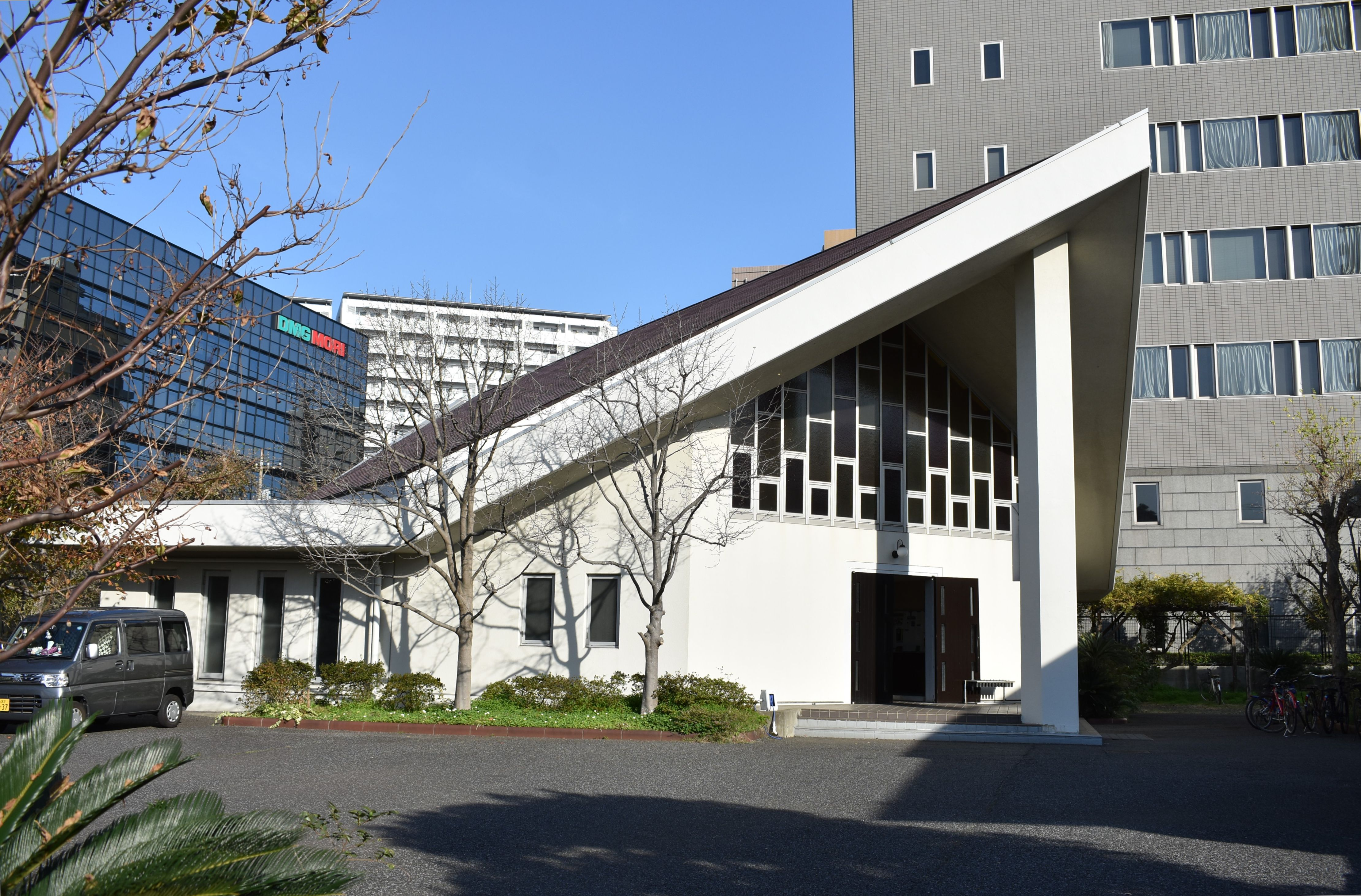
カトリック潮見教会

- 日本カトリック会館・カトリック潮見教会（カトリック中央協議会（カトリック司教協議会）が入居。潮見教会は蟻の街の潮見への移転に伴って開設された。）
- 潮見運動公園
- SENKO潮見テニスコート
- 水素情報館 東京スイソミル
- 環境情報館 えこっくる江東
- 旧渋沢家住宅

清水建設温故創新の森NOVARE（上記）内。青森県六戸町（古牧温泉）に所在した渋沢栄一の邸宅を、2023年に移築。2025年4月より一般公開が行われている。

### 撤退した事業所
- 内田洋行潮見オフィス
2010年2月に潮見コヤマビル（現・DSBグループ潮見ビル）より分散移転。
- カテナ（ソフトウエア開発）
2010年4月、システムプロ（現・システナ）との合併により移転。
- 西濃運輸東京支店
2016年に新木場3丁目に移転
- タイムズカーレンタル潮見駅前店
2019年11月10日閉店。
- ヤマダ電機テックランドNew江東潮見店
2007年開店、2015年5月31日閉店。元はコーナン江東潮見店（2005年 - 2007年）だった。
- サンヨーG&Bアウトレット潮見店
2009年開店、2017年閉店。

## その他

### 日本郵便
- 郵便番号 : 135-0052[3]（集配局 : 深川郵便局[15]）。